# Président de l'Assemblée de la Polynésie française
Le président de l'Assemblée de la Polynésie française (en tahitien : Peretīteni no te âpooraa rahi o te fenua Māòhi) préside et représente l'Assemblée de la Polynésie française, assemblée délibérante de la collectivité d'outre-mer de Polynésie française. Le président est élu par ses pairs pour un mandat de 5 ans renouvelable,. Antony Géros du Tavini huiraatira exerce la fonction depuis 2023.

## Élection

### Mode de scrutin parlementaire
L'Assemblée de la Polynésie française est composée de cinquante-sept représentants élus pour cinq ans au suffrage universel direct (article 104 de la loi organique). Le scrutin est proportionnel plurinominal de liste à un tour dans six circonscriptions électorales plurinominales en fonction de leur population. La répartition des sièges est effectuée parmi toutes les listes ayant obtenu un score au-delà du seuil électoral de 5 % des voix.

### Éligibilité
Sont éligibles les personnes âgées de dix-huit ans révolus, inscrites sur une liste électorale en Polynésie française. De ce fait, telles sont les règles définissant l'accès à la présidence de l'Assemblée de la Polynésie française. Le président est élu en début de législature mais peut être renversé ou réélu durant son cours.

## Liste des présidents
Joseph Quesnot est le premier président de l'assemblée représentative, élu le 11 mars 1946.